# Charles C. Green

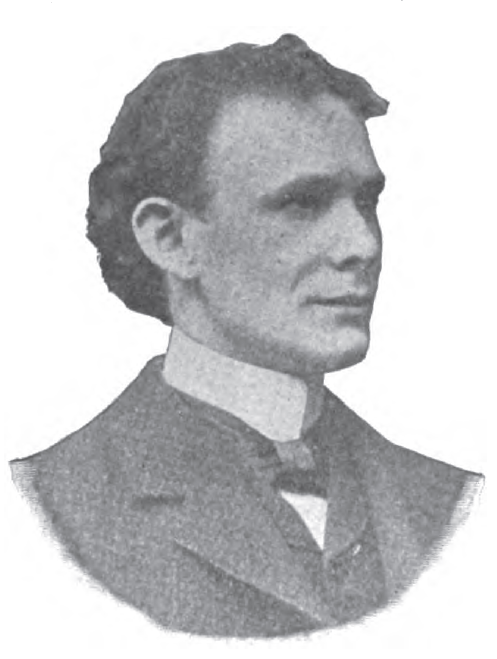
Charles C. Green

Charles Cameron Green (* 6. April 1873 in Salineville, Ohio; † 7. September 1940 in Columbus, Ohio) war ein US-amerikanischer Politiker (Republikanische Partei). Er war von 1908 bis 1909 mehrere Wochen lang Treasurer of State von Ohio.

## Werdegang
Charles Cameron Green wurde 1873 im Columbiana County geboren. Sein Vater wurde am 1. September 1877 versehentlich getötet. Seine Mutter, seine Geschwister und er zogen dann nach East Liverpool. Sie arbeitete dort in einer Töpferei, um die Familie zu ernähren. Die Kinder besuchten dort einige Jahre die Schule. Im Alter von 12 Jahren begann Charles Cameron Green bei der Knowles, Taylor & Knowles Pottery Company in East Liverpool zu arbeiten. Er war dort acht Jahre lang tätig. Während dieser Zeit ging er verschiedenen Bürotätigkeiten nach.
Am 12. September 1893 gab er seine Stellung in der Töpferei auf, um wieder die Schule zu besuchen. Green war später als Chief Clerk bei Boyce Foundry and Machine Works of East Liverpool tätig. Er ging dieser Tätigkeit nach, bis er Kassierer in der Columbiana County Treasury unter Treasurer Isaac B. Cameron wurde. 1899 wählte man Cameron zum Treasurer of State von Ohio. Seine Amtszeit begann im Januar 1900. In der Folgezeit ernannte er Green zum Kassierer in der Finanzbehörde. Cameron wurde 1901 wiedergewählt. Green bekleidete den Posten auch unter William S. McKinnon, welcher 1903 zum Treasurer of State gewählt wurde und 1905 wiedergewählt.
Eine Änderung der Staatsverfassung von Ohio führte zu einer Verlegung der Wahlen von ungeraden auf geradzahlige Jahre. Als Folge davon wurde die Amtszeit von McKinnon bis Januar 1909 ausgedehnt. McKinnon entschied sich 1908 nicht erneut zu kandidieren. Daraufhin nominierte die Republikanische Partei Green für das Amt des Treasurers of State. Er verlor die folgende Wahl im November 1908 gegenüber dem Demokraten David S. Creamer mit einem Abstand von weniger als 2.000 Stimmen bei mehr als einer Million abgegebener Stimmen. Am 17. November 1908 verstarb McKinnon vor dem Ende seiner Amtszeit. Der Gouverneur von Ohio Andrew L. Harris ernannte daraufhin Green für die restliche Amtszeit von McKinnon zum Treasurer of State.
Green verstarb 1940 in Columbus (Ohio) und wurde dann auf dem Stadtfriedhof in Summerford (Madison County) beigesetzt, wo seine Ehefrau auch beerdigt wurde. Green heiratete 1900 Florence J. Rose aus Canton (Ohio). Er gehörte den Benevolent and Protective Order of Elks (B.P.O.E.), den Independent Order of Odd Fellows (I.O.O.F.) und A.F.&A.M. an.